# Friedrich Erdmann Petri

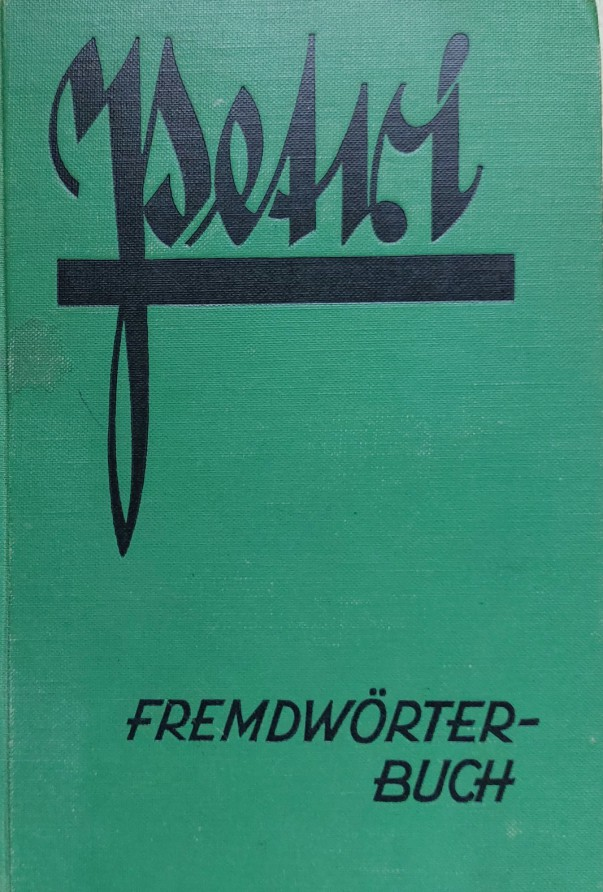
Friedrich Erdmann Petri - słownik z 1929 (42. wydanie)

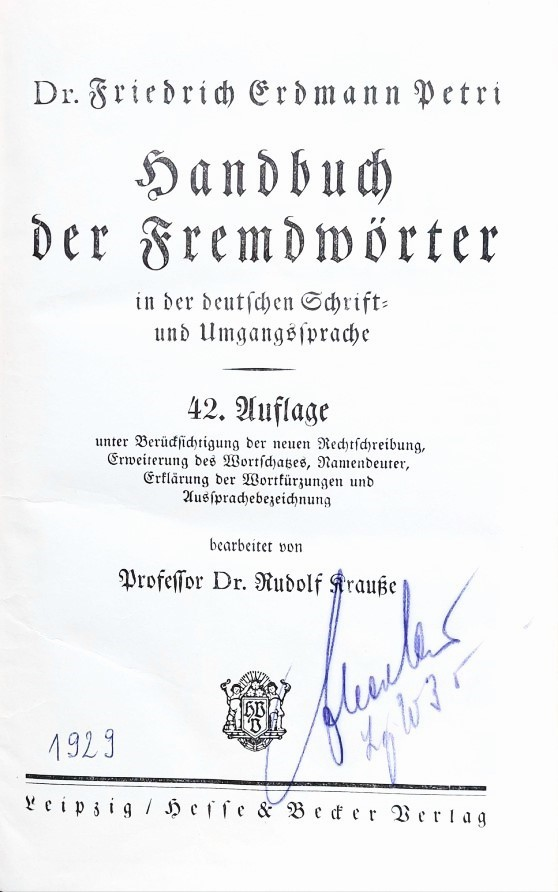
Słownik wyrazów obcych Friedricha Erdmanna Petriego z 1929 roku

Friedrich Erdmann Petri (ur. 20 października 1776 w Budziszynie/Saksonia, zm. 11 czerwca 1850 w Fuldzie) – niemiecki leksykograf, teolog, pedagog.

## Życiorys
W 1799 ukończył studia ze stopniem doktora z teologii i filozofii na Uniwersytecie w Lipsku. Po studiach najpierw pracował jako nauczyciel w Dreźnie. W 1805 r. rezydujący w mieście Fulda książę powołał go na stanowisko profesora historii i języka niemieckiego w liceum w Fuldzie. Tam prowadził aktywną działalność pedagogiczną i teologiczną. Był nauczycielem, kaznodzieją, radcą kościelnym. Sprawował ważne kierownicze funkcje w szkolnictwie i w ewangelickich instytucjach kościelnych. Był zwolennikiem „czystości” języka niemieckiego, stąd jego zainteresowanie tematem wyrazów pochodzenia obcego. Jednak nie opowiadał się za eliminowaniem wszystkich wyrazów obcych, dopuszczając zapożyczenia zasymilowane w języku niemieckim.

## Słownik Petriego
Petri jest autorem słowników i podręczników szkolnych. Jednak przede wszystkim znany jest jako autor obszernego i popularnego słownika o charakterze purystycznym, którego pierwsze wydanie miało miejsce w roku 1806, a w roku 1929 ukazało się 42. wydanie. Słownik rejestruje wyrazy obce w języku niemieckim, objaśniając je, a jednocześnie podając wyrazy rodzime mające zastąpić dany wyraz (wyrażenie) obcy. Jest to więc słownik objaśniająco-zniemczający. W swoich zniemczeniach Petri nawiązuje do prac leksykograficznych J. H. Campego i J. Fr. A. Heysego. W wydaniu czwartym z r. 1823 jako powody niepotrzebnego używania wyrazów obcych wymienia wygodnictwo („Bequemlichkeitsliebe”), apeluje też do uczuć patriotycznych. Jego słownik ma służyć popularyzowaniu czystości języka niemieckiego. Hasłami są wyrazy pochodzące z różnych języków. Oprócz łaciny, greki, języka francuskiego czy włoskiego jako języków źródłowych, słownik zawiera m.in.: anglicyzmy, np. (wydanie z 1823): Beefsteaks, Bowle, boxen/Boxer, Budjet, arabizmy, np. Alchemie, Algebra, Alkohol, Alkove. Tymczasem współczesne słowniki etymologiczne traktują wyrazy Alchemie i Alkove jako pośrednie zapożyczenia z arabskiego, a bezpośrednie z języka francuskiego, Alkohol jako zapożyczenie z hiszpańskiego, a Algebra z łaciny.
Słownik zawiera również polonizmy, m.in.: Beczka, Litewka, Masurek (taniec), Wiadro, Wojewoda, ponadto hasło Czas (jako nazwę gazety ukazującej się w Krakowie). Znaczącą część haseł tworzą grupy wyrazowe (wiele z nich nie istnieje we współczesnym języku niemieckim), np.: (z włoskiego) a bene placido (dowolnie), (z francuskiego) à bout portant (całkiem blisko).
Hasła pogrupowane są w układzie niszowym, np. Examen: hasło główne, Examination, Examinatorium, Examinator, examinieren jako podhasła w ramach tego samego artykułu hasłowego.
Słownik ma bogatą mikrostrukturę. Hasło zwykle wyposażone jest w informację o pochodzeniu wyrazu hasłowego, często w informację o wymowie (spr. = sprich – mów), skromne informacje gramatyczne, np. Mz – Mehrzahl – liczba mnoga, przy niektórych rzeczownikach też rodzaj gramatyczny. Poza tym proponowane są wyrazy zastępcze (ekwiwalenty, zniemczenia).
Krótkie przykłady na opis mikrostrukturalny:
Bon jour, fr. (spr. bongschouhr) guten Tag! guten Morgen!
Charter, engl. Mz. (spr. tscharter) Gnadenbrief, Freibrief, Schirmbrief
rekreieren, l., erfrischen,; sich erholen
Wiele zniemczeń – udanych i nieudanych – przejął Petri ze słownika Campego, m.in.: Alleinhandel (Monopol), aufs Geratwohl, Einzelwesen, folgerecht, Größenlehre (Mathematik), Umwälzumg, unentgeltlich (gratis), verwirklichen.